# Maltignano
Maltignano là một đô thị ở tỉnh Ascoli Piceno ở vùngMarche, cách khoảng 90 km về phía nam của Ancona và khoảng 8 km về phía đông của Ascoli Piceno. Đến thời điểm ngày 31 tháng 12 năm 2004, đô thị này có dân số là 2.470 người và diện tích là 8,2 km².
Maltignano giáp các đô thị: Ascoli Piceno, Folignano, Sant'Egidio alla Vibrata.